# Van den Budenmayer
Van den Budenmayer ist ein vom polnischen Filmmusikkomponisten Zbigniew Preisner benutztes Pseudonym für die Filme des polnischen Regisseurs Krzysztof Kieślowski.

## Werke
- Konzert in E-Moll, SBI 152, Version von 1798[1]
- Konzert in E-Moll, SBI 152, Version von 1802[1]
- Konzert in E, in drei verschiedenen zeitgenössischen Orchestrierungen (Nr. 1, 2, 3)[1]

- Funeral musique (Begräbnismusik), in drei verschiedenen Orchestrierungen (Bläser, Orgel, Orchester)[2]

## Nachweise
1. 1 2 3   Musik im Film Bleu
2. ↑   Musik im Film Double vie de Veronique